# Lúc-patak
A Lúc-patak (román nyelven Pârâul Luţ, német nyelven Lutz) a Maros jobb oldali mellékvize Erdélyben, Beszterce-Naszód megyében.

## Leírása
A Lúc-patak nevét 1228-1378 között említették először az írásos források Fluv Lyuch néven. A Luc (Felsőluc) melletti települések lakói nagyrészt szászok, akik még a 12-13. században telepedtek meg a vidéken.
A Lúc-patak a Keleti-Kárpátokban, a Kelemen-havasok északnyugati részén ered, 790 méter magasságban. Két megyét érint: Beszterce-Naszód megyét és Maros megyét érintve a Marosba torkollik Vajdaszentivány közelében. Hossza 48 km.
A Monorfalvánál eredő Luc-patak déli irányba haladva átfolyik Bátoson, Dedrádszéplakon, Dedrádon, Beresztelkén, Vajdaszentiványon, és Marossárpatakon ömlik a Marosba. A három utóbbi település - Beresztelke, Vajdaszentivány, Marossárpatak - közül az első kettő 1877-től közigazgatásilag a szászrégeni alsó járáshoz, majd 1950-től Régen kerülethez (rajon) tartozott. Még ma is sok szállal - gazdasági, kulturális, családi kapcsolatok révén - kötődnek Szászrégenhez, annak vonzáskörzetéhez.

## Jobb oldali mellékvizei
- Uila
- Flet
- Agris

## Falvak a közelében
- Monorfalva
- Bátos
- Dedrádszéplak - Szászrégentői északnyugatra, a Luc-patak bal partján fekszik.
- Dedrád
- Beresztelke
- Vajdaszentivány - Szászrégentől délnyugatra, a Luc-patak jobb partján fekszik.